# Альборнос Кабрера, Карлос Даниэль
Ка́рлос Да́ниэль Альборно́с Кабре́ра (исп. Carlos Daniel Albornoz Cabrera; род. 26 декабря 2000, Камагуэй) — кубинский шахматист, гроссмейстер (2019). В составе сборной Кубы — участник олимпиады 2022. Сильнейший шахматист Кубы, чемпион (2019, 2020).

## Карьера
Карлос Даниэль проявил интерес к шахматам ещё в 4 года, когда смотрел шахматную передачу, транслировавшуюся по местному телевидению. Мать заметила интерес сына к шахматам и показала, как ходят фигуры, а затем отвела на занятия в шахматную секцию при дошкольном учреждении. Мальчик прогрессировал и в 2013 году выиграл детское первенство Кубы.

### 2018
В 2018 году выиграл чемпионат Центральной Америки и Карибского моря, проходивший в Гватемале, и выполнил третью гроссмейстерскую норму, став одним из самых молодых гроссмейстеров Кубы (после Леньера Домингеса и Ласаро Брусона).
В том же году Альборнос Кабрера выиграл 30-й Мемориал Карлоса Торре, финишировав с результатом 7/9 и победив на тай-брейке Лелиса Стэнли Мартинеса Дуани, Юри Гонсалеса Видаля и Евгения Штембуляка. В 2019 году Кабрера повторно выиграл Мемориал Карлоса Торре с тем же результатом — 7/9 — победив на тай-брейке Луиса Фернардо Ибарру Чами, Элиера Миранду Месу и Бартломея Мачею.

### 2019
14 февраля стал чемпионом Кубы, победив в решающей партии Луиса Эрнесто Кесаду Переса и набрал 7,5/11. Столько же набрал Роберто Гарсия Пантоха, сыгравший вничью с Эрнесто Эспиносой Велосом, но по дополнительным показателям он занял 2-е место.
В сентябре принял участие в Кубке мира, Ханты-Мансийске, в первом туре уступил Петру Свидлеру.

### 2020-2022
12 февраля 2020 года во второй раз подряд стал чемпионом Кубы, победив в решающей партии Яссера Кесаду Переса и набрав те же 7,5 очков из 11.
В июле 2021 года принял участие в Кубке мира, проходившем в Сочи, и уже в первом туре проиграл матч Войтеху Плату.
В феврале 2022 года выиграл чемпионат Иберо-Америки, проходивший в Мехико.
15 марта выиграл зональный турнир, проходивший в Сан-Педро-де-Макорисе.
В составе сборной Кубы принял участие в Шахматной олимпиаде и набрал 6,5 очков из 10 на второй доске.

### 2023
21 мая выиграл континентальный чемпионат по блицу, набрав 9 очков из 11.
5 июля занял первое место на первой доске на 24-х играх Центральной Америки и Карибского моря, набрав 13 очков из 15. 6 июля во второй раз первенствовал в блице.
В июле принял участие в Кубке мира в Баку. В первом туре выиграл у Алишера Сулейменова, а во втором уступил Бассему Амину.